# Palacio de Wilhelmshöhe

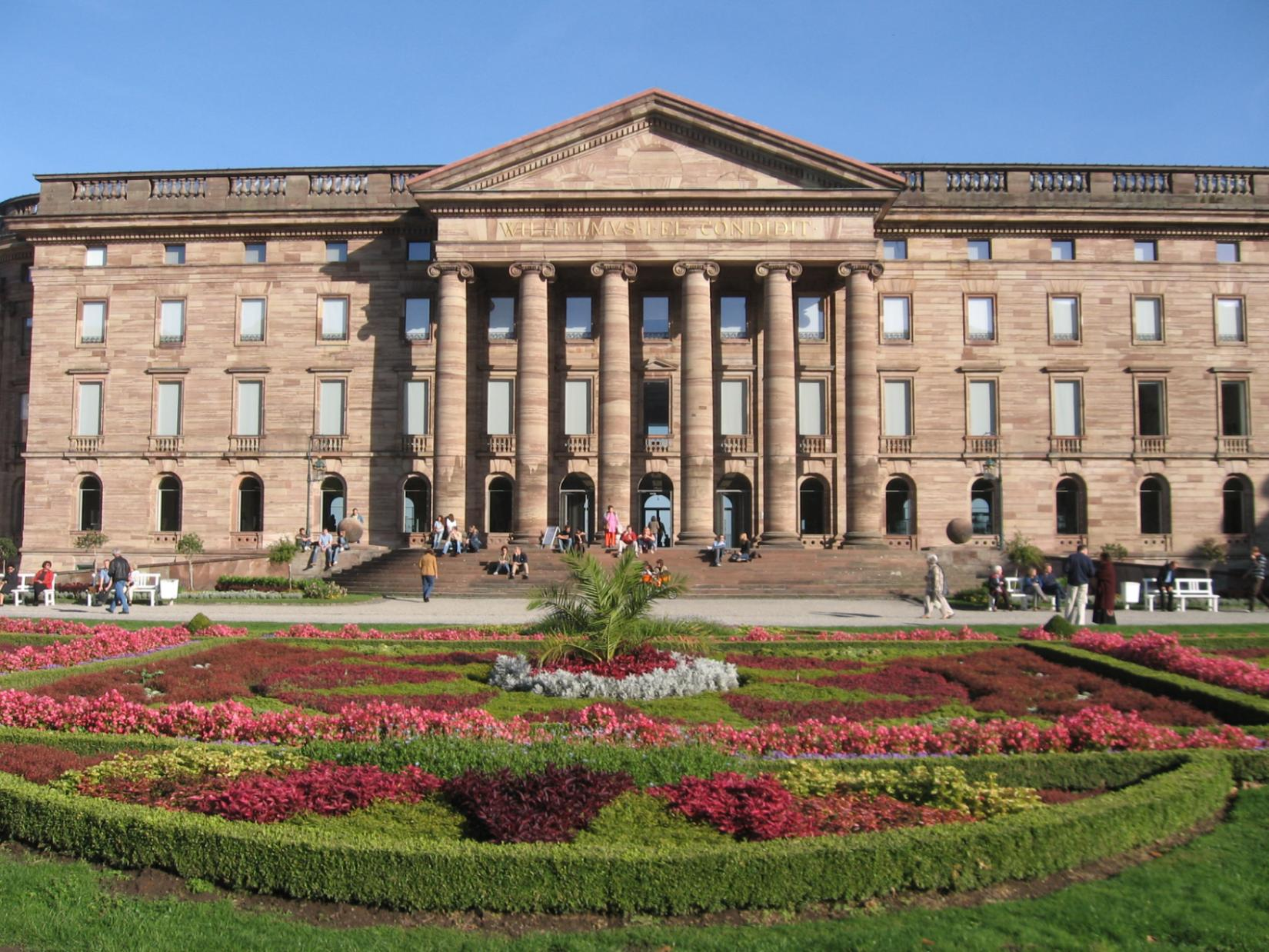
El Palacio de Wilhelmshöhe.

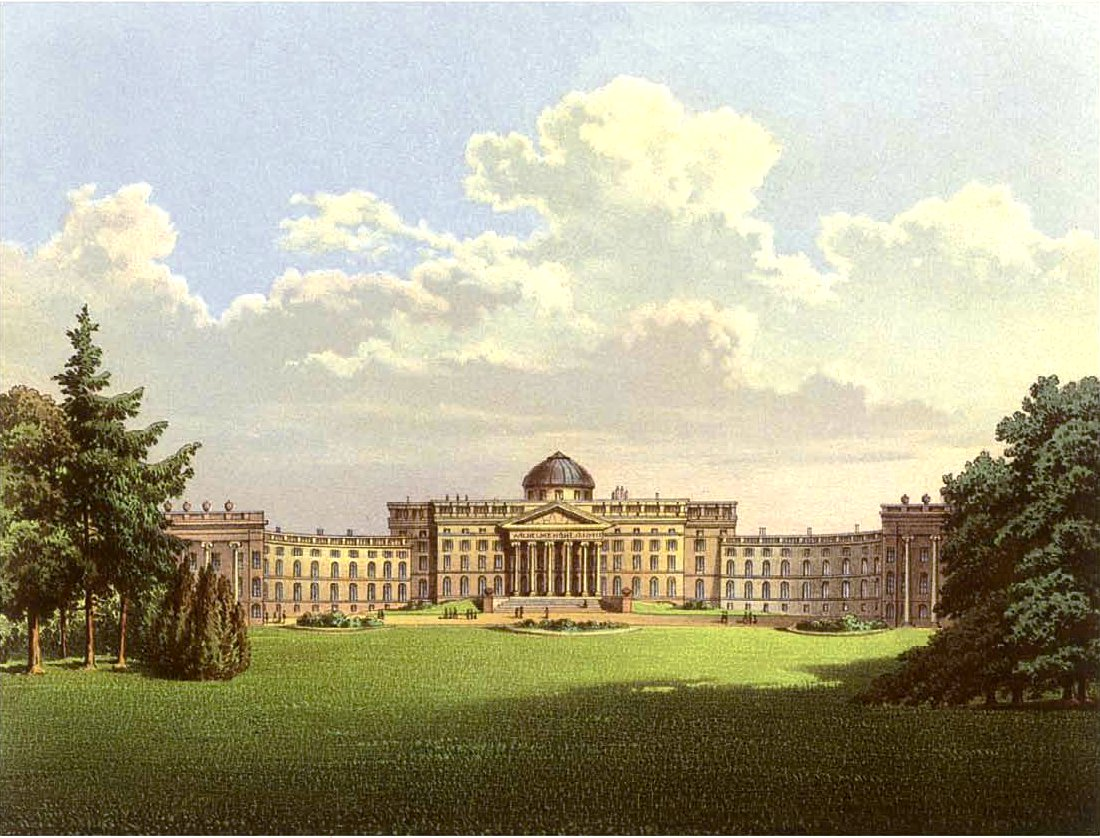
El Palacio de Wilhelmshöhe en 1860 (colección de Alexander Duncker).

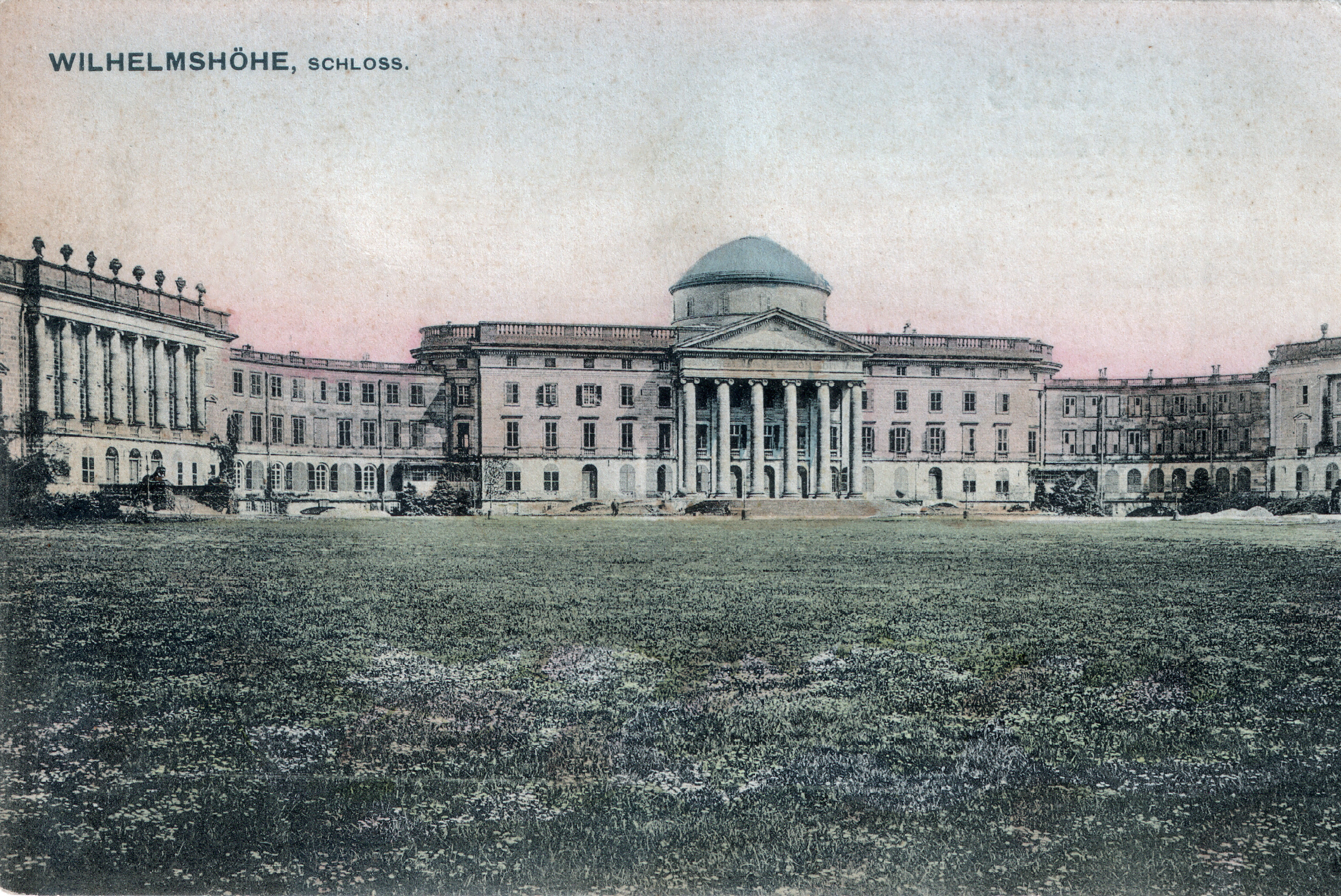
El Palacio de Wilhelmshöhe en una postal de 1907.

El palacio de Wilhelmshöhe se encuentra en el Bergpark Wilhelmshöhe en Kassel, Alemania. Aunque su historia se remonta hasta la Edad Media, el palacio  actual (1786-1798) fue construido para el landgrave Guillermo I de Hesse-Kassel (elector desde 1803) por los arquitectos Simon Louis du Ry (ala Weißenstein y ala de la iglesia) y Heinrich Christoph Jussow (sección central), diseñado en el estilo del clasicismo e inspirándose en la Wanstead House y Prior Park en Inglaterra. Adquirió fama por Guillermo II de Alemania, quien lo utilizó como residencia de verano.
Es conocido internacionalmente por ser hoy día museo, que alberga la colección de antigüedades y la Galería de los Viejos Maestros (Gemäldegalerie Alte Meister), poseedora de una de las más importantes colecciones de obras de Rembrandt. También es muy importante el museo en el ala Weißenstein con las únicas salas que se han conservado de la época de los landgraves.
El 23 de junio de 2013, el Bergpark Wilhelmshöhe con el palacio fue reconocido como Patrimonio de la Humanidad por la UNESCO.

## Historia
Data de principios del siglo XII y era originalmente un monasterio, que bajo el landgrave Felipe I de Hesse (1504-1567) fue secularizado y utilizado como castillo, el cual fue reemplazado por uno nuevo, construido entre 1606 y 1610 por el landgrave Moritz. Federico II (1720-1785) copió cuidadosamente a su alrededor el modelo del jardín inglés, creando un paisaje que contenía, entre otras cosas, arroyos artificiales, plantas importadas, puentes, un acueducto romano, un monumento a Virgilio, una gruta de las sibilas, un templo a Mercurio y una estatua de Hércules, como símbolo del hombre dominando a la Naturaleza. Su aspecto actual fue diseñado por el arquitecto Simon Louis du Ry entre 1786 y 1798.
En diciembre de 1728 tuvo lugar en él un recital en el que primero tocó el violín Pietro Locatelli y luego Jean-Marie Leclair. El primero produjo una música llena de fuego y pasión, en tanto que el segundo hizo cantar al violín con una pureza delicada. El veredicto final lo dio el bufón de la corte al exclamar «Esta noche hemos escuchado a un demonio y a un ángel».
Como rey de Westfalia, Jerónimo Bonaparte lo renombró Napoleonshöhe y eligió a su chambelán jefe Heinrich von Blumenthal para que fuera su gobernador, con instrucciones de supervisar las ampliaciones. Después de la guerra franco-prusiana, el rey prusiano ofreció acomodación aquí al derrotado emperador Napoleón III. De 1899 a 1918 Wilhelmshöhe fue la residencia de verano del Káiser Guillermo II, quien mandó construir en el parque unas ruinas artificiales, a las que llamó Löwenburg (“castillo del león”). En 1918, tras la derrota de Alemania al final de la Primera Guerra Mundial, Paul von Hindenburg organizó y encabezó desde el palacio la retirada y rendición de las tropas alemanas.
El tramo central del palacio resultó considerablemente destruido durante la Segunda Guerra Mundial. La primera reconstrucción fue realizada entre 1968 y 1974 por el arquitecto funcionalista Paul Friedrich Posenenske, quien reconstruyó completamente el exterior pero cambió la estructura del interior para su nueva función como museo de arte. Entre 1994 y 2000 se efectuó otra renovación para asemejarlo a la edificación original.
En la actualidad, el Museo del Palacio de Wilhelmshöhe alberga una colección de antigüedades, la Galería de Antiguos Maestros, y la Colección de Artes Gráficas.

## Galería de imágenes

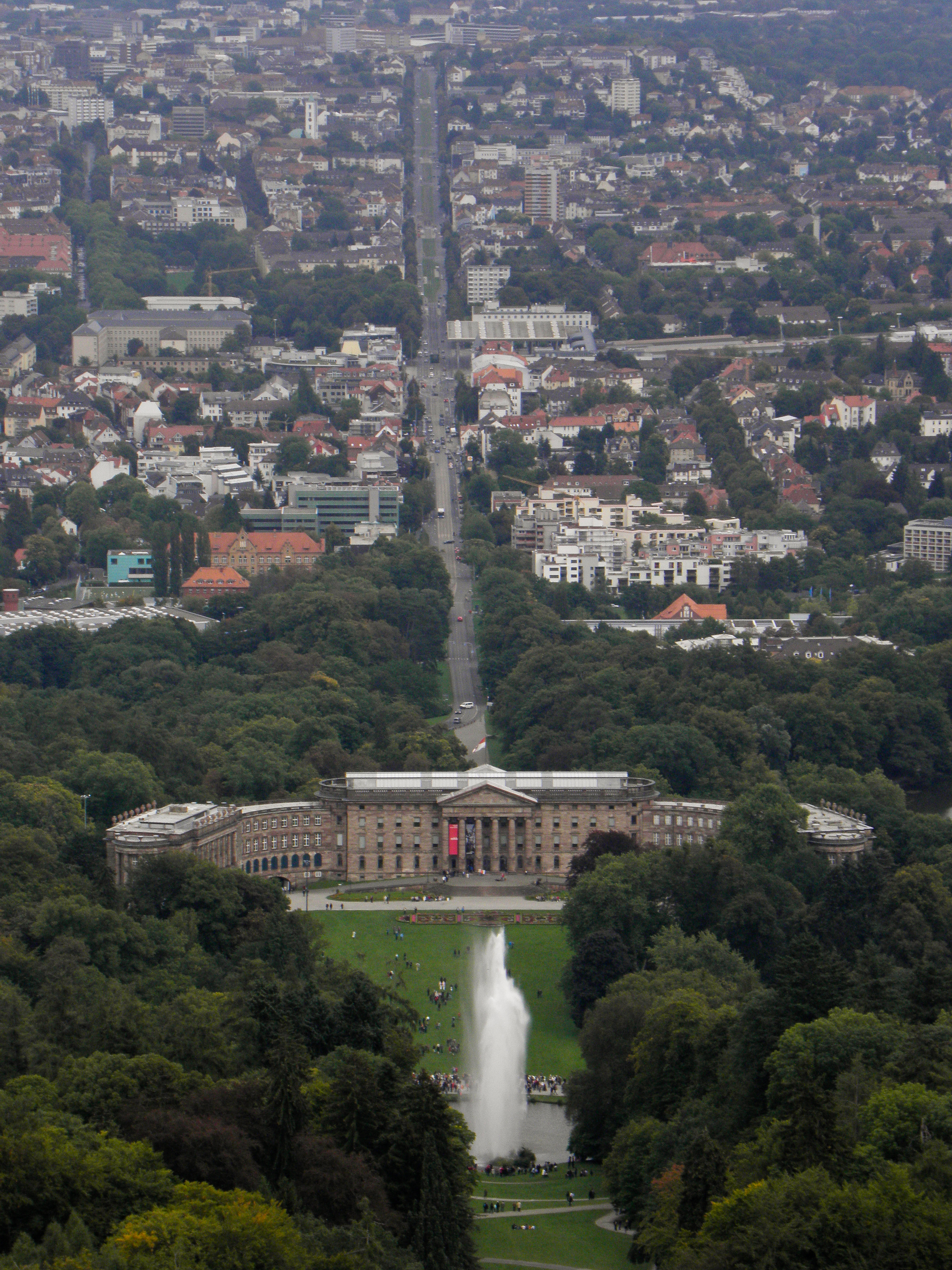
Vista aérea del palacio
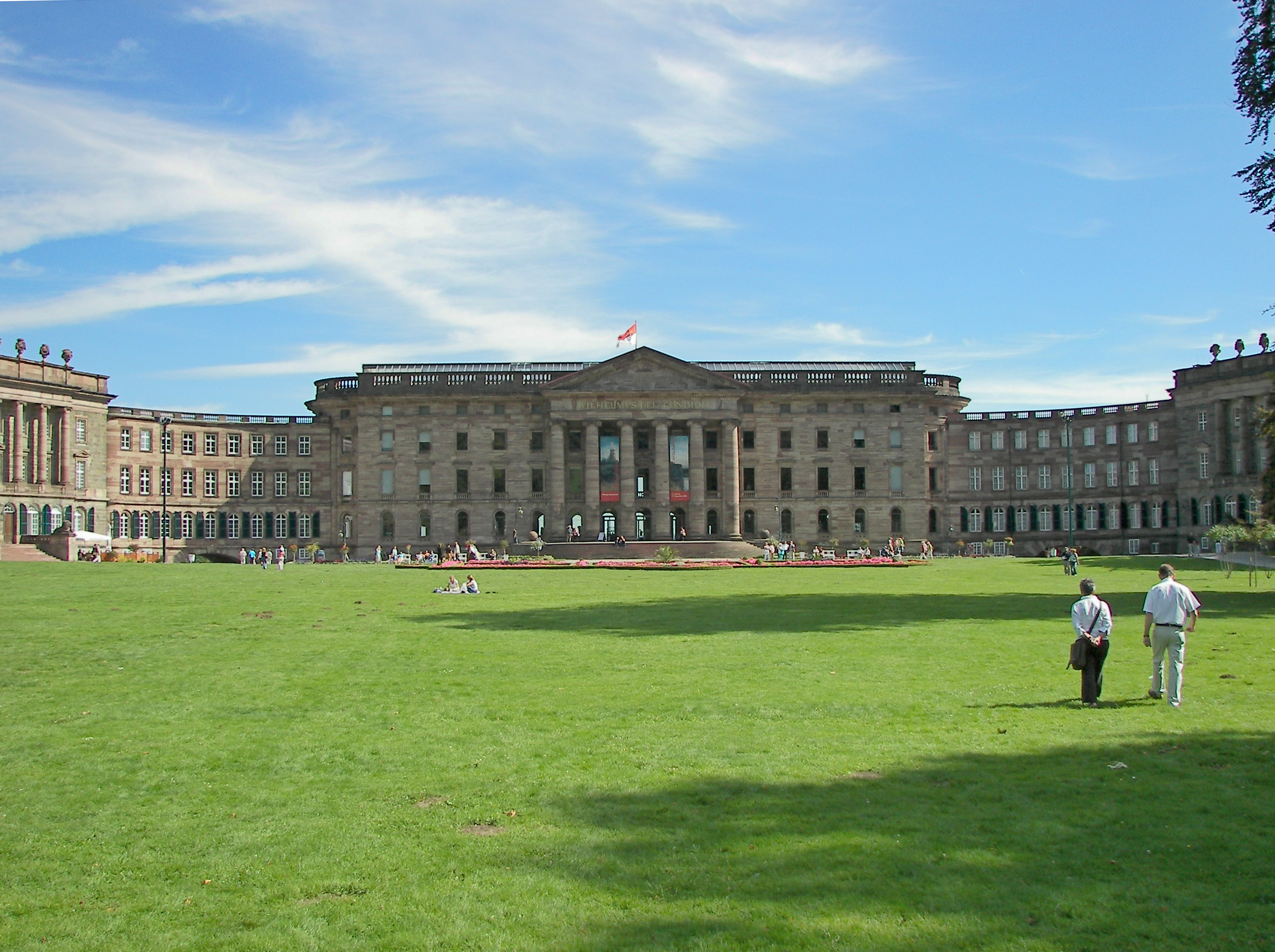
Vista de la fachada desde el patio interior
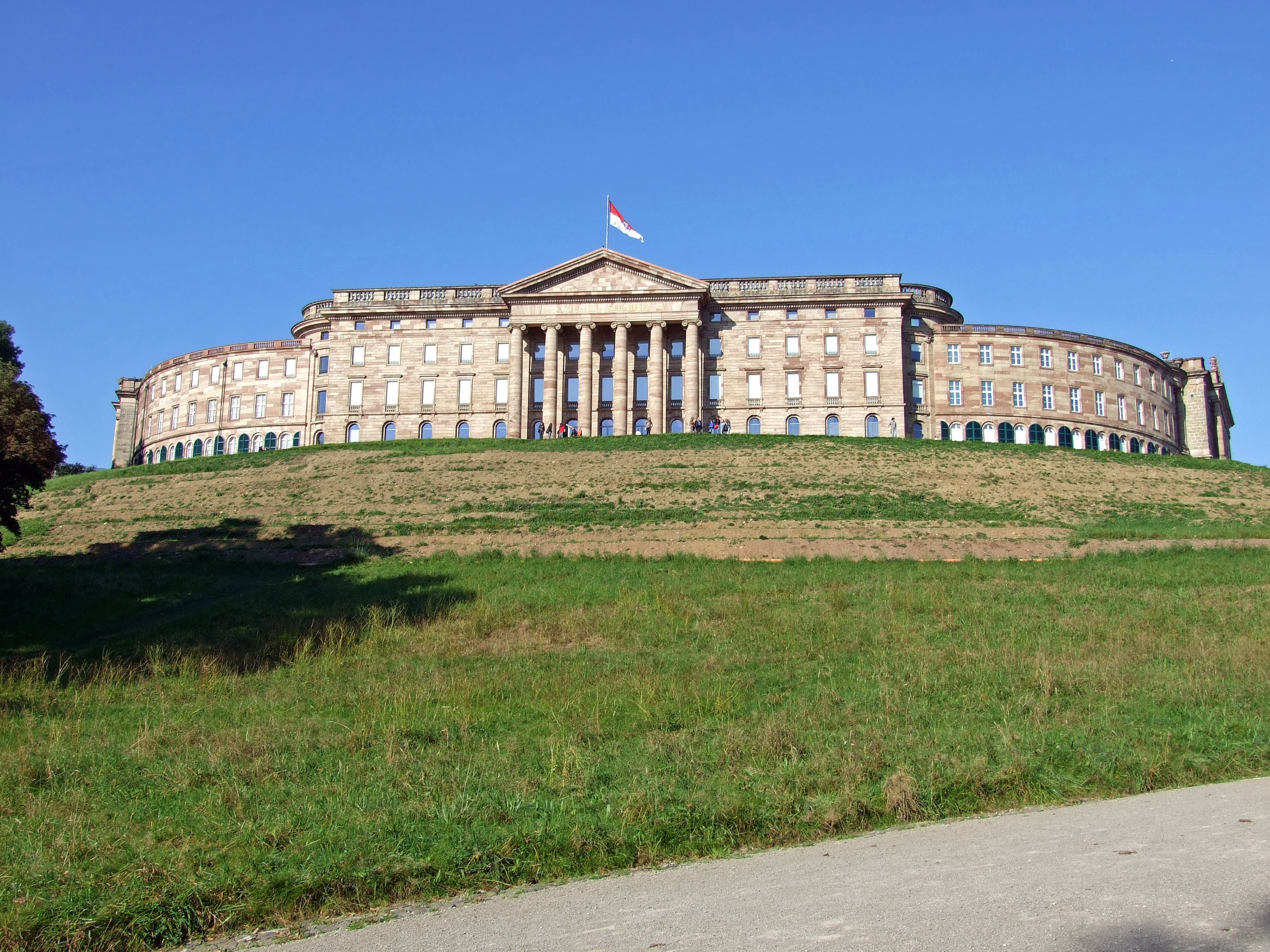
Vista de la fachada trasera
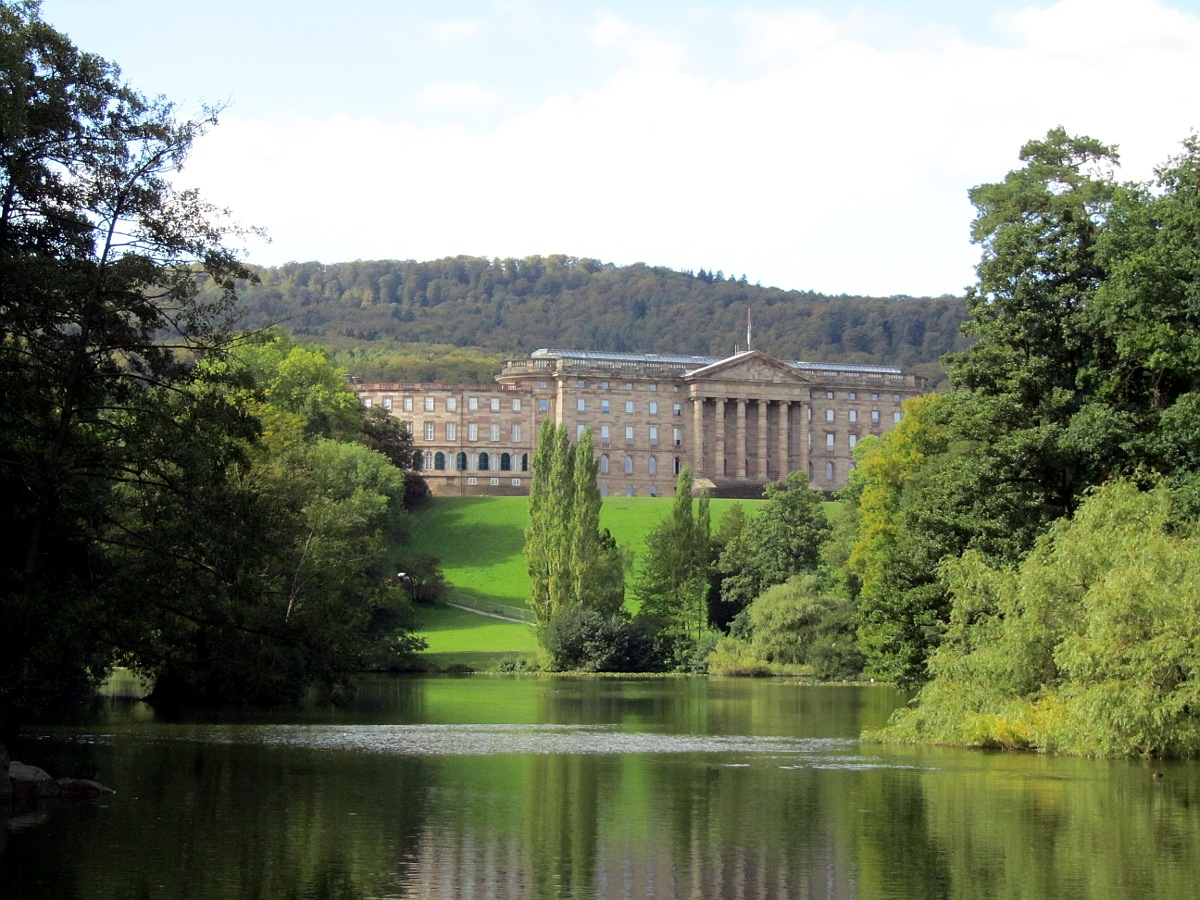
Otra vista de la fachada
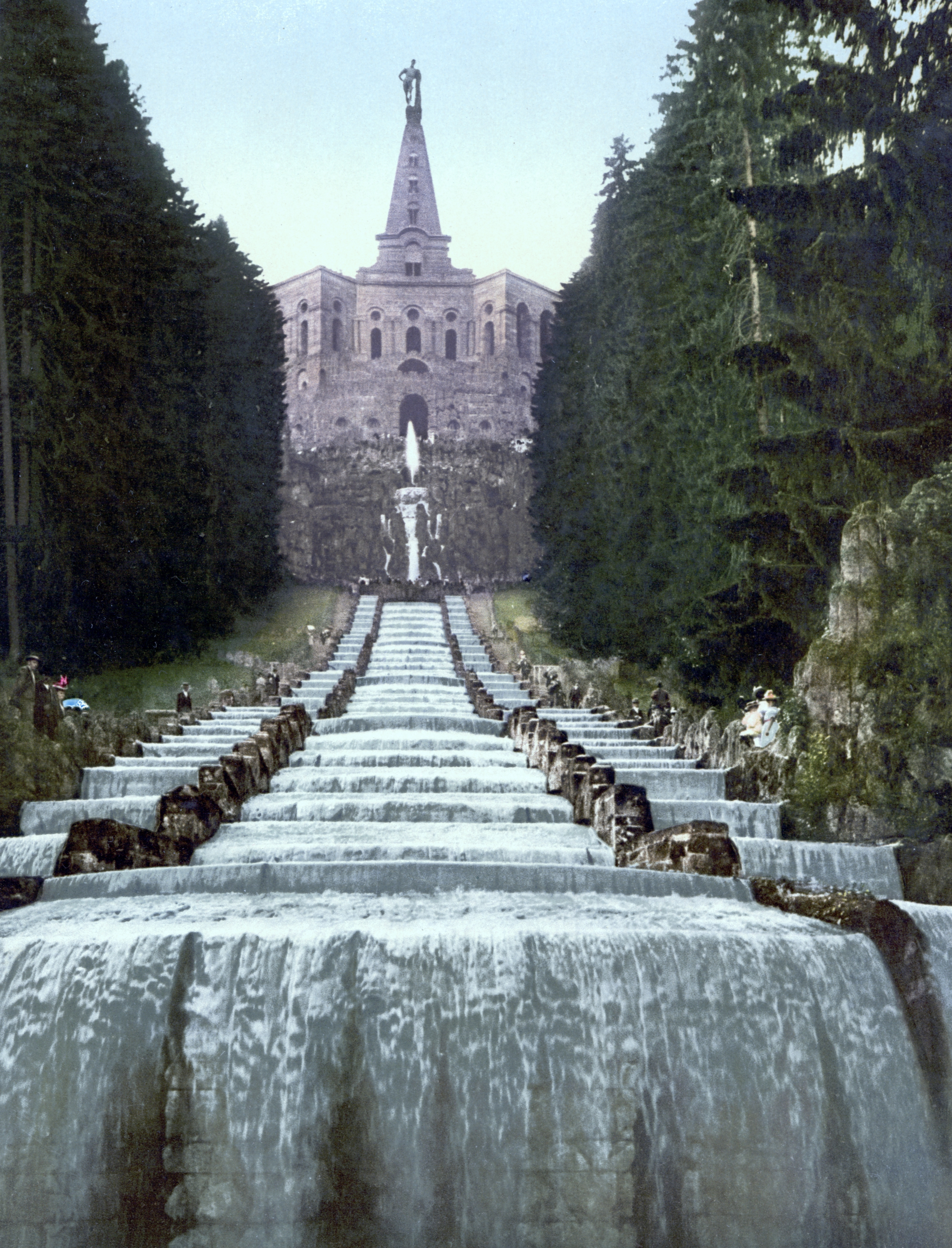
Estatua de Hércules y cascada en el parque del palacio